# Lazar Hayward
Pour les articles homonymes, voir Hayward.
Lazar Hayward, né le 26 novembre 1986 à Buffalo, État de New York est un joueur de basket-ball américain. Il évolue au poste d'arrière.

## Biographie
Il joue quatre saisons dans l'équipe universitaire des Golden Eagles de Marquette puis se présente à la Draft 2010 de la NBA. Il est sélectionné en trentième position par les Wizards de Washington puis est envoyé aux Timberwolves du Minnesota.
En octobre 2012, il rejoint les Rockets de Houston dans le cadre du transfert qui envoie James Harden rejoindre cette même équipe.

## Palmarès
- Champion de la Conférence Ouest en 2012 avec le Thunder d'Oklahoma City.
- Champion de la Division Nord-Ouest en 2012 avec le Thunder d'Oklahoma City.